# Jean-Marc Guillou
Jean-Marc Guillou (Bouaye, 20 december 1945) is een voormalig Frans voetballer. 
Guillou speelde onder andere voor OGC Nice en AS Cannes. Hij speelde met Frankrijk op het WK 1978. In totaal speelde hij 19 interlands voor de Franse nationale ploeg. Na zijn carrière werd hij trainer bij onder andere OGC Nice, AS Cannes, Servette Genève en ASEC Abidjan.
Hij was tot 8 maart 2006 de manager van voetbalclub KSK Beveren. Hij zorgde voor de invoer van Ivoriaanse voetballers bij Beveren. Deze spelers kwamen uit zijn academie in Abidjan. Enkele spelers die Guillou naar België haalde en die bij Beveren speelden waren Arsène Né, Barry Boubacar Copa, Igor Lolo, Marco Né, Gilles Yapi Yapo, Vénance Zézéto, Arthur Boka, Moussa Sanogo, Yaya Touré, Gervinho, Emmanuel Eboué en Romaric. Guillou werd samen met trainer Vincent Dufour op 8 maart 2006 ontslagen.
Momenteel leidt hij een voetbalacademie in Tongerlo (België).